# Bishopville
La ville de Bishopville est le siège du comté de Lee, situé en Caroline du Sud, aux États-Unis.

## Démographie
| 1880 | 1890 | 1900 | 1910  | 1920  | 1930  |
| ---- | ---- | ---- | ----- | ----- | ----- |
| 144  | 422  | 715  | 1 659 | 2 090 | 2 249 |

| 1940  | 1950  | 1960  | 1970  | 1980  | 1990  |
| ----- | ----- | ----- | ----- | ----- | ----- |
| 2 995 | 3 076 | 3 586 | 3 404 | 3 429 | 3 560 |

| 2000  | 2010  | - | - | - | - |
| ----- | ----- | - | - | - | - |
| 3 670 | 3 471 | - | - | - | - |

## Source
- (en) Cet article est partiellement ou en totalité issu de l’article de Wikipédia en anglais intitulé « Bishopville, South Carolina » (voir la liste des auteurs).